# Das Erlkönig-Manöver
Das Erlkönig-Manöver  ist ein historischer Roman von Robert Löhr aus dem Jahr 2007.

## Inhalt
Der Roman spielt um 1805. Napoleon hat in Frankreich die Herrschaft an sich gerissen und dringt immer weiter nach Europa vor. Den deutschen Fürsten wird er zur Bedrohung. In monarchistischem Auftrag soll eine Gruppe deutscher Schriftsteller der Klassik und Romantik den Dauphin Louis-Charles aus dem französisch besetzten Mainz retten und als rechtmäßigen König auf den französischen Thron bringen. In 12 Kapiteln wird die Flucht aus Mainz und durch Deutschland geschildert. Löhr vermischt dabei die historischen Lebensumstände von Goethe, Schiller, Kleist, Alexander von Humboldt, Achim von Arnim und Bettine Brentano mit einer fiktionalen Handlung und schmückt die Erzählung mit mehr oder weniger bekannten Zitaten und Anspielungen auf biografische Begebenheiten.

## Handlung (Detail)

### Kapitel 1–4
Am  19. Februar 1805 wird Goethe zum Herzog Carl August von Sachsen-Weimar-Eisenach gerufen. Er erhält den geheimen Auftrag, mit einer Truppe nach Mainz einzureisen und den Sohn von Ludwig XVI., den Dauphin Louis-Charles, zu befreien und nach Weimar zu bringen, wo seine Auftraggeber Sir William Stanley, Baron Louis Vavel de Versay und Sophie Botta ihn wieder auf den Thron von Frankreich bringen wollen.
Goethe berichtet Schiller sein Vorhaben und dieser begleitet ihn sowie Alexander von Humboldt und die beiden Frankfurter Achim von Arnim und Bettine Brentano. Jedoch ist Schiller der einzige, der weiß, dass sie den Dauphin nicht nur befreien sollen, sondern dass dieser auch wieder auf den Thron gebracht werden soll.
Am Morgen des nächsten Tages setzen sie über den Rhein. Eine französische Patrouille entdeckt die Gruppe, doch da Friedrich Schiller Ehrenbürger der Revolution ist, lassen sie die Gruppe weiterziehen.
Napoleon will den Dauphin töten, weshalb er das ehemalige Kindermädchen des Dauphins, Madame Rembraud, nach Mainz bringen lässt. Sie soll den Dauphin erkennen. Am nächsten Tag überfallen Goethe, Schiller, Bettine Brentano und Achim von Arnim deshalb die Kutsche von Mme Rembraud. Fast scheitert die Aktion, doch Heinrich von Kleist, der Goethe sein Lustspiel Der zerbrochne Krug mitgegeben hat und dem Stück hinterhergereist ist, rettet die Gruppe und wird darin aufgenommen. Sie ziehen die Uniformen der Nationalgardisten an und geben sich als Franzosen aus.

### Kapitel 5–7
Die Gruppe trifft in Mainz ein und quartiert sich in einem verlassenen Kloster ein. Der Plan ist, dass Bettine als Mme Rembraud den Dauphin erkennt und Goethe als Leutnant Bassompierre mit Arnim, Kleist und Humboldt als Nationalgardisten verkleidet den Dauphin mit Papierkugeln zum Schein erschießt. Schiller soll als Mönch verkleidet Louis-Charles von diesem Vorhaben  informieren, so dass dieser sich tot stellt und von Goethe und den anderen in einen Sarg legen lässt. Schiller wird jedoch auf seinem Weg zum Deutschhaus, dem Ort des bevorstehenden Geschehens, aufgehalten. Als die als Nationalgardisten verkleideten Personen mit Bettine im Deutschhaus eintreffen, stoßen sie auf Capitaine Santing. Das Vorhaben missglückt, da der Dauphin Bettine als falsche Madame Rembraud entlarvt. Die Gefährten müssen kämpfen. Da Santing noch das Schreiben hat, das der Gruppe freies Geleit ermöglicht, kehrt Achim von Arnim auf der Flucht aus dem Haus um und trifft auf den wütenden Santing. Mit dem Schreiben stürzt er sich aus einem Fenster, doch Santing trifft ihn mit einer Kugel am Bein.
Die Gruppe flüchtet mit der Kutsche und zu Pferd über die Rheinbrücke, wird aber von Santing und weiteren Reitern verfolgt. Das Manöver, die Kutsche quer zu stellen, in die Luft zu jagen und mit den Pferden zu entkommen, glückt, aber Schiller nimmt ein unfreiwilliges Bad im Rhein. Die Truppe flüchtet weiter am deutschen Rheinufer entlang. In einer Herberge im Spessart machen die Gefährten Halt und Schiller stößt wieder zu ihnen. Er hat sich und sein Pferd aus dem Strom retten können und ist der Gruppe gefolgt. Auch Capitaine Santing, der bei der Kutschenexplosion ein Auge verloren hat, jagt Goethe, Schiller, Kleist, Humboldt, Bettine und Arnim durch Deutschland.
Kurz vor Friedlos, einem Ort nahe der Wartburg, wo sich Sir William Stanley aufhält und den Dauphin entgegennehmen soll, erreicht sie die Nachricht, dass Santing den Engländer getötet hat.

### Kapitel 8–10
Nach der Flucht durch Deutschland, immer weiter weg vom eigentlichen Ziel, um den Capitaine abzuhängen, machen sie im Kyffhäusergebirge Halt. Hoch im Gebirge bietet ihnen eine kleine Höhle Schutz. Doch das enge Zusammenleben der unterschiedlichen Charaktere führt zu vielen Streitigkeiten. So verliebt sich Bettine, die in Frankfurt eigentlich Arnim heiraten soll, in Goethe und kann sich zwischen den beiden Rivalen nicht entscheiden. Und auch Heinrich von Kleist verärgert er. Als Schiller Schüttelfrost erleidet, verbrennt der Geheimrat zum Ärger Kleists dessen Lustspiel Der zerbrochne Krug. Humboldt kann ihn besänftigen und bald erwacht die Liebe zwischen den beiden.
Schiller findet bei einem Bad heraus, dass der Dauphin, den sie befreit haben, nicht das von Madame Rembraud beschriebene Muttermal besitzt. Goethe hat schon die ganze Zeit die Vermutung gehabt, der Befreite sei nicht der echte Louis-Charles.
Alexander wird angewiesen, nach Weimar zu reiten und Verstärkung zu holen. Santing kann ihn aber fangen und will den Dauphin gegen Humboldt austauschen. Aber Karl, wie sie Louis-Charles nun getauft haben, verschwindet und Alexanders Leben scheint verloren. Die Angreifer sprengen die Höhle und Arnim, Kleist, Schiller und Goethe folgen einem kleinen Spalt in die Dunkelheit. Sie geraten in eine Höhle, aus der kein Entkommen möglich scheint. Durch Erkunden der verschiedenen Abzweigungen finden sie den geflüchteten Karl. Bettine, die während des Angriffs der Franzosen nicht im Lager gewesen ist, kann die Männer aus der Höhle retten.
Die Wege trennen sich nun. Achim von Arnim kehrt nach Frankfurt zurück, ohne Bettine, die Goethe begleitet. Kleist bricht auf, um Alexander aus den Händen des Ingolstädters, Capitaine Santing, der kein gebürtiger Franzose ist, zu retten. Bettine wird kurz vor Weimar zu einem Onkel geschickt.
Nach der sechs Wochen langen Reise treffen die Gefährten in Weimar ein. Sie übergeben Karl an Sophie Botta und den Baron de Versay, und die kleine Gruppe bricht bald darauf auf. Goethe und Schiller werden von Fieber geplagt und ruhen lange Zeit im Bett. Als es den beiden wieder etwas besser geht, erhält Goethe einen Brief von Humboldt. Er ist freigekommen. Schiller hat währenddessen angefangen, diese Geschichte niederzuschreiben, doch er wählt Russland und einen Zaren als Dreh- und Angelpunkt, da diese Mission äußerstes Stillschweigen erfordert.

### Kapitel 11–12
Friedrich von Schiller stirbt am 8. Mai 1805. Von Bauern erfährt Goethe, dass in der Todesnacht eine Gestalt in Schillers Haus eingebrochen und mit einem Portefeuille geflüchtet sei. Schillers Manuskript fehlt, und die Beschreibung des Diebes passt perfekt auf Santing.
Nach einer Verfolgungsjagd über mehrere Tage bricht Goethe in das Schloss Eishausen, das Quartier von Santing, ein. Im Salon trifft er allerdings auf Sophie Botta und Baron de Versay. Der Capitaine arbeitet nun in deren Auftrag und hat lediglich den Auftrag gehabt, das Manuskript zu beschaffen; er hat Schiller nicht angerührt. Als Mitwisser wollen sie Goethe vergiften, doch Heinrich von Kleist kommt in letzter Sekunde durchs Fenster gesprungen. Bettine und Humboldt beteiligen sich an dem nun ausbrechenden Kampf. Bei Schillers Beerdigung haben die drei erfahren, dass Goethe nach Süden geritten ist, und sind seinen Spuren gefolgt.
Der Baron und Madame Botta können flüchten, doch Humboldt tötet Capitaine Santing. Schillers Text kann Kleist leicht angebrannt retten.
Es stellt sich heraus, dass Alexander von Humboldt eine Abmachung mit dem Ingolstädter hat. Deshalb wird er verstoßen. Bettine reitet nach Frankfurt und heiratet dort Achim von Arnim. Heinrich von Kleist begleitet den Geheimrat bis nach Weimar, reitet jedoch weiter und geht zurück zur preußischen Armee. Karl geht es gut, auch wenn er nicht der echte Dauphin ist.